# Bewcastle Castle

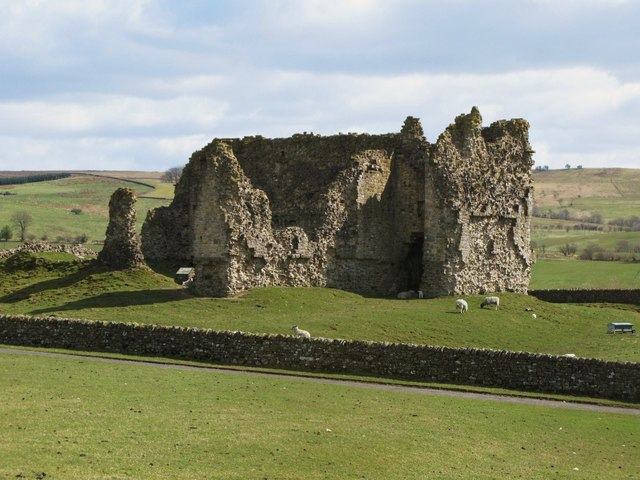
Bewcastle Castle

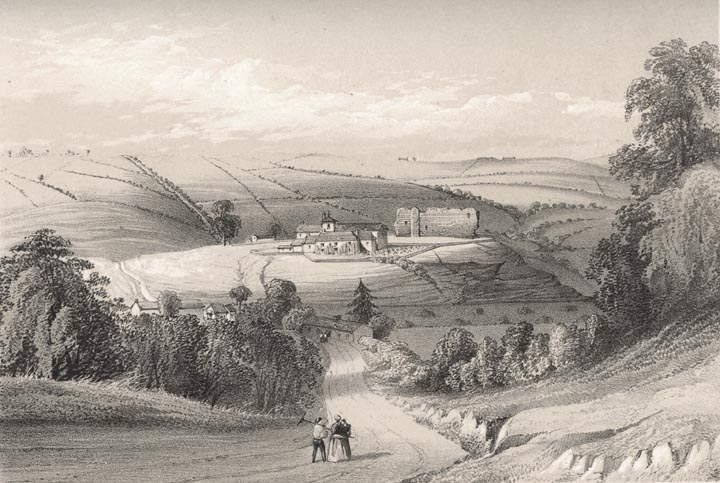
Das Burgplateau vom Süden aus gesehen, Lithographie von J. Kell aus dem 19. Jahrhundert

Bewcastle Castle ist eine Burgruine in der Pfarre Bewcastle in der englischen Grafschaft Cumbria, nur wenige Kilometer von der Grenze nach Schottland.
Die erste Burg wurde auf dem Gelände eines früheren römischen Kastells (Fanum Cocidi) um 1092 erbaut. Wahrscheinlich wurde zuerst eine Holz-Erde-Konstruktion errichtet. Seine Bauherren haben offenbar die römischen Gräben an der Nord- und Ostseite wiederverwendet.1173 wurde diese Burg zerstört, aber Ende des 14. Jahrhunderts wieder aufgebaut. Die Steinburg wurde zwischen 1361 und 1371 von John de Strivelyn, erbaut, der hierfür Steine aus dem Kastell benutzte. Die nordöstliche Ecke des Kastells wurde dafür komplett abgebrochen. Die Burg war von einem trockenen Burggraben umgeben, dessen nördliche und östliche Abschnitte wieder dem Graben des römischen Forts entsprechen. Bereits Anfang des 15. Jahrhunderts war sie wieder verfallen und König Eduard IV. gab sie seinem Bruder, dem Duke of Gloucester, zu Lehen, der später als König Richard III. den englischen Thron bestieg. Die Gebäude wurden damals wieder instand gesetzt und vermutlich auch das Torhaus hinzugefügt. Ab dem Ende des 15. Jahrhunderts war die Burg in Händen der Familie Musgrave, bis sie Oliver Cromwell 1641 zerstören ließ. Im 17. Jahrhundert war Bewcastle Castle in ruinösem Zustand, da ein Großteil seines Steinmaterials zum Bau anderer Gebäude verwendet wurde. Nur das Torhaus mit seinem inneren Aborterker blieb fast vollständig erhalten.
Der heute gebräuchliche Ortsname soll z. T. auf einen legendären angelsächsischen Lord des 11. Jahrhunderts, Bueth, zurückgehen. Dieser bekämpfte in der Zeit der Eroberung die Normannen. Angeblich erbaute er die erste Burg. Vermutlich wurden hier aber nur unkritisch die Aussagen von Antiquariern kopiert, die ihre Forschungsarbeit mit der lokalen Aristokratie und deren mutmaßlichen Vorfahren in Verbindung bringen wollten. In einer Urkunde von 1272 wird die Festung als Bothecaster bezeichnet. Die Bezeichnung „búð, booth“ stammt aus dem Altnordischen und bedeutet „provisorisches Gebäude“. Der Namensteil „castle“ bezieht sich vermutlich auf das römische Fort, in dem die neue Burg errichtet wurde, was zu der unüblichen Wiederholung des Wortes im Namen der Burg führt. Im Ordnance Survey wird der Name allerdings als Bew Castle angegeben.
Heutzutage dient die Burgruine als Weide für Schafe und Lamas. Sie ist für die Öffentlichkeit frei zugänglich.

## Bildergalerie

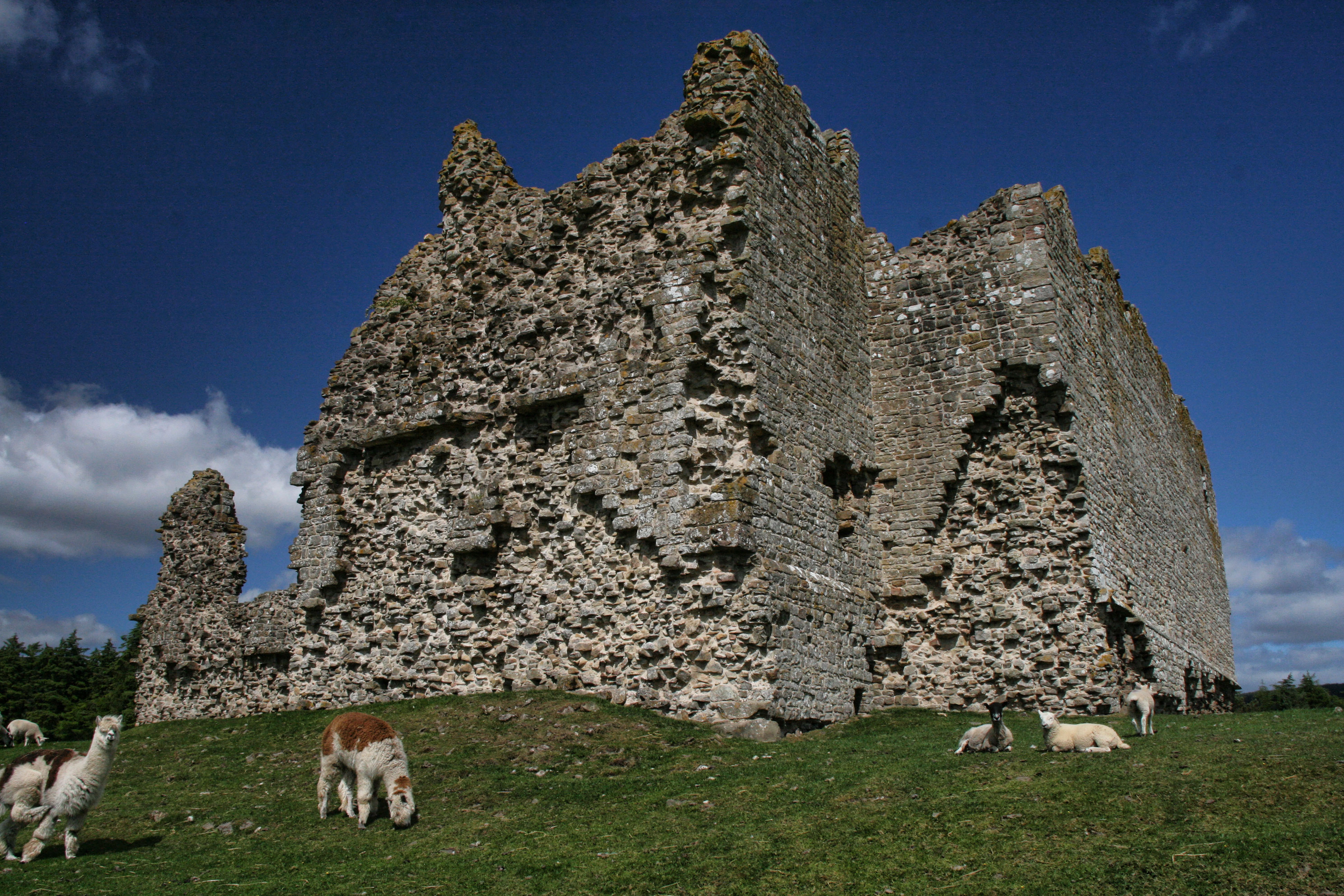
Torhaus
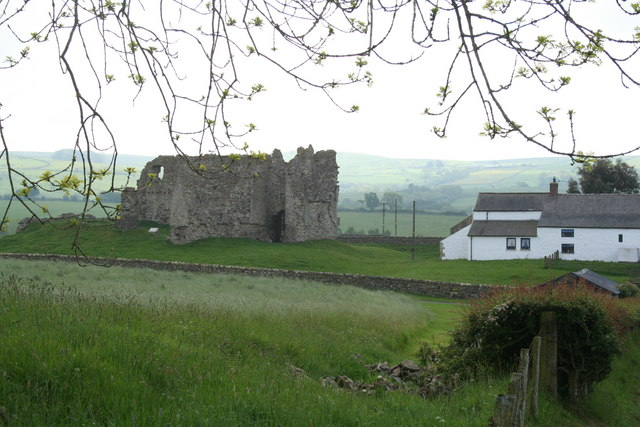
Die Burgruine von NW aus gesehen